# Синагра
Синагра (итал. Sinagra) је насеље у Италији у округу Месина, региону Сицилија.
Према процени из 2011. у насељу је живело 1716 становника. Насеље се налази на надморској висини од 235 м.

## Становништво
Према резултатима пописа становништва 2011. у општини је живело 2.760 становника.
| 1931. | 1936. | 1951. | 1961. | 1971. | 1981. | 1991. | 2001. | 2011. |
| ----- | ----- | ----- | ----- | ----- | ----- | ----- | ----- | ----- |
| 4.112 | 4.224 | 4.015 | 3.733 | 3.419 | 3.280 | 3.173 | 3.041 | 2.760 |

## Партнерски градови
- City of Wanneroo